# Mobilisation

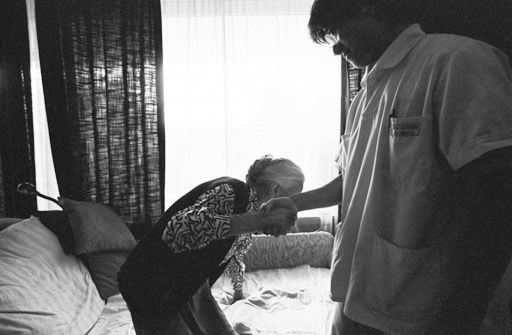
Unterstützung bei der Mobilität

Als Mobilisation oder Mobilisierung werden innerhalb der professionellen Pflege alle durchgeführten pflegerischen Maßnahmen umschrieben, die der Förderung und Erhaltung der Bewegungsfähigkeit der gepflegten Person dienen. Der Verlust der dazu notwendigen Fähigkeiten führt neben körperlichen Funktionseinbußen zu Einschränkungen in der Selbständigkeit und kann zu völliger Abhängigkeit und zu sozialer Isolation führen. Die Maßnahmen zur Mobilisation sollen diese Einschränkungen entsprechend den beim Pflegebedürftigen vorhandenen Ressourcen mindern oder aufheben, durch Immobilität entstehende Probleme wie Kontrakturen, Wundliegen oder Verminderung der Atemfunktion im Rahmen geplanter Pflege vermieden werden.

## Zielsetzung
Die Ziele der Mobilisation werden in Pflegestandards definiert. Grundsätzliche Zielsetzung ist die Erhaltung der Selbständigkeit des Gepflegten unter Berücksichtigung seiner vorhandenen Möglichkeiten. Grundziel der Mobilisation ist die Erhaltung und Förderung der körperlichen Beweglichkeit, ein möglichst hohes Maß an individueller Sicherheit in der Bewegung, das selbständige An- und Auskleiden sowie die Körperpflege, das korrekte Anlegen und Tragen notwendiger Prothesen, selbständiges oder unterstütztes Bewegen innerhalb der Wohnung sowie das sichere und das möglichst selbständige Verlassen und Wiederauffinden des Wohnumfeldes und dadurch auch die Erhaltung sozialer Kontakte.

## Einschränkungen
Mobilitätseinschränkungen entstehen zum Teil als natürliche Folge zunehmenden Alters und der durch Alterserkrankungen entstehenden Schmerzen bei bestimmten Bewegungen. Andere Einschränkungen entstehen beispielsweise durch die Folgen operativer Eingriffe, dem Verlust von Körperteilen, durch Lähmungen oder durch depressive Verstimmungen. Die Einschränkungen reichen von kleineren, selbständig kompensierbaren Beeinträchtigungen (wie zum Beispiel: den Arm beim Ankleiden nicht über den Kopf heben zu können), bis hin zu vollständiger Bettlägerigkeit und voller Abhängigkeit von der Bewegungsunterstützung durch die Pflegekraft.

## Ermittlung des Pflegebedarfs
Im Rahmen der Pflegediagnostik wird mit einem Gespräch oder einer Untersuchung der Pflegebedarf hinsichtlich der Bewegungsfähigkeit erfasst. Dies geschieht einerseits durch Gespräche mit dem Pflegebedürftigen, seinen Angehörigen und in manchen Fällen auch dem behandelnden Arzt, andererseits werden Klassifikationssysteme wie beispielsweise das Geriatrische Assessment, der Barthel-Index oder Norton-Skala zum Einsatz, die neben einer Einschätzung der Mobilität und der entsprechenden Ressourcen auch die aus der Immobilität resultierenden Pflegeprobleme und notwendige Prophylaxen erfassen. Auf dieser Grundlage wird eine Pflegeplanung erstellt, die individuelle Probleme und Ressourcen erfasst und die die Pflegeziele festlegt und die zu deren Erreichung notwendigen Maßnahmen beschreibt.

## Maßnahmen zur Mobilisation

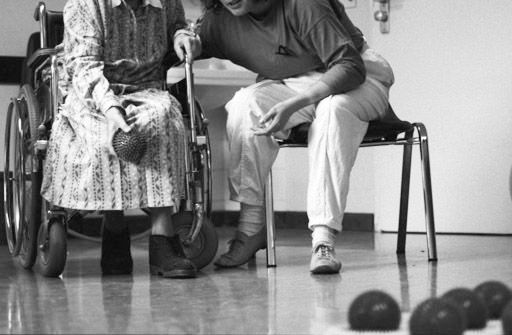
Geschicklichkeitsübung in der Gruppe als physiotherapeutisches Angebot in einem Altenheim

Basierend auf der in der Pflegeplanung beschrieben Maßnahmen wird die Mobilisation durchgeführt. Dies können zum Beispiel Lagerungswechsel wie das Aufsetzen und der Transfer des Pflegebedürftigen vom Bett in einen Rollstuhl sein, die Unterstützung bei einer weitgehend selbständig durchgeführten Körperpflege oder Hilfe beim Verlassen der Wohnung sein. In der aktivierenden Pflege, die eine Beteiligung des Gepflegten an der Pflege fördert, beispielsweise einen immobilen Pflegebedürftigen zu einzelnen Handgriffen auffordert, ist die Mobilisation Teil vieler Pflegehandlungen. Im Rahmen anderer Pflegemaßnahmen, beispielsweise der Dekubitusprophylaxe oder der Atemstimulierung fließt die Mobilisation ebenfalls ein.
Zur Mobilisation gehört die Beratung und Information des Gepflegten und seines persönlichen Umfeldes, aber auch die begleitende Beobachtung des Pflegebedürftigen und die Organisation zusätzlich notwendiger Maßnahmen, wie Ergo- oder Physiotherapie in Absprache mit dem behandelnden Arzt.

## Dokumentation
Alle durchgeführten pflegerischen Maßnahmen zur Mobilisation werden in der Pflegedokumentation erfasst und mit den definierten Pflegezielen abgeglichen. Dies dient der Dokumentation des Pflegeprozesses und ermöglicht eine kontinuierliche Anpassung an die aktuelle Pflegesituation und gegebenenfalls eine Korrektur der geplanten Maßnahmen.